# Vladimír Hubáček
Vladimír Hubáček (ur. 20 sierpnia 1932 w Nechanicach, zm. 2 września 2021) – czechosłowacki kierowca wyścigowy i rajdowy.

## Kariera
Od końca lat 50. do lat 70. rywalizował samochodami rajdowymi, m.in. Škodą Octavią, Renault 8 Gordini i Renault Alpine A110. Wygrał 25 rajdów, w tym trzykrotnie Rajd Barum.
Sześciokrotnie był mistrzem Czechosłowackiej Formuły 3, w tym pięciokrotnie ścigając się Lotusem 41. W 1969 roku zdobył Puchar Pokoju i Przyjaźni. Uczestniczył również w wyścigach Sowieckiej i Wschodnioniemieckiej Formuły 3.